# Maestro dell'Epifania di Fiesole

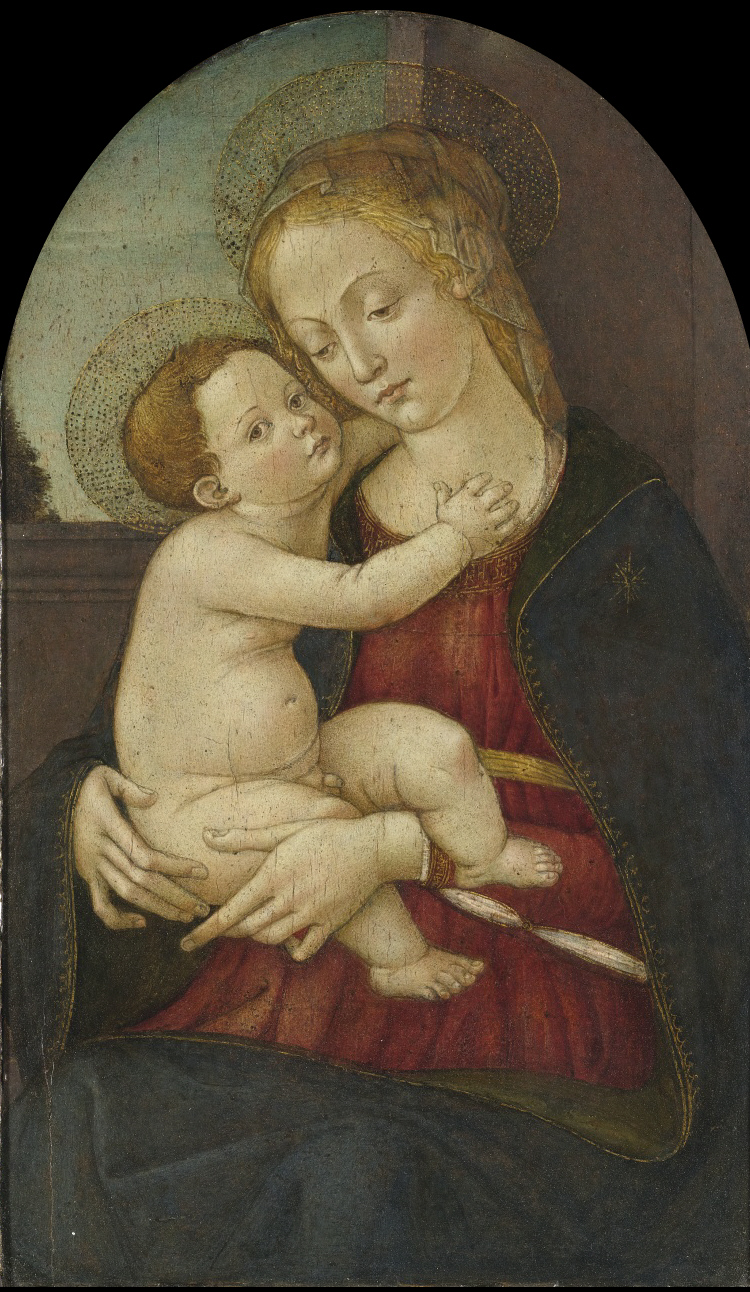
Madonna col Bambino davanti a una finestra

Il Maestro dell'Epifania di Fiesole (fl. 1475-1496) è stato un pittore italiano, probabilmente di Firenze.

## Biografia
Questo maestro italiano fu identificato dallo storico dell'arte statunitense Everett Fahy che scrisse di un'opera da lui pubblicata su The Burlington Magazine nel 1967. Il lavoro discusso era un grande pannello rappresentante l' Epifania situato nella chiesa di San Francesco a Fiesole. Fahy notò le influenze di Cosimo Rosselli e Jacopo del Sellaio e postulò che questo artista era probabilmente la stessa persona di Filippo di Giuliano (1449-1503), un artista che condivideva una bottega con Jacopo a Firenze dopo il 1473.